# أرمسترونج سيدلي جينيت
أرمسترونج سيدلي جينيت محرك شعاعي ذو خمس أسطوانات للطائرات، يُبرد بالهواء. صُنع المحرك في المملكة المتحدة وكان أول دوران له في عام 1926. بلغت القدرة النهائية الناتجة من المحرك 80 حصاناً عند 2200 دورة/دقيقة، وكان شائع الاستخدام كمحرك للطائرات الخفيفة.  سُمي المحرك جينيت على اسم حيوان شبيه بالقطط الكبيرة لكن من فصيلة مختلفة، وذلك تماشياً مع تقاليد الشركة في تسمية محركاتها.

## الأنواع والتطبيقات

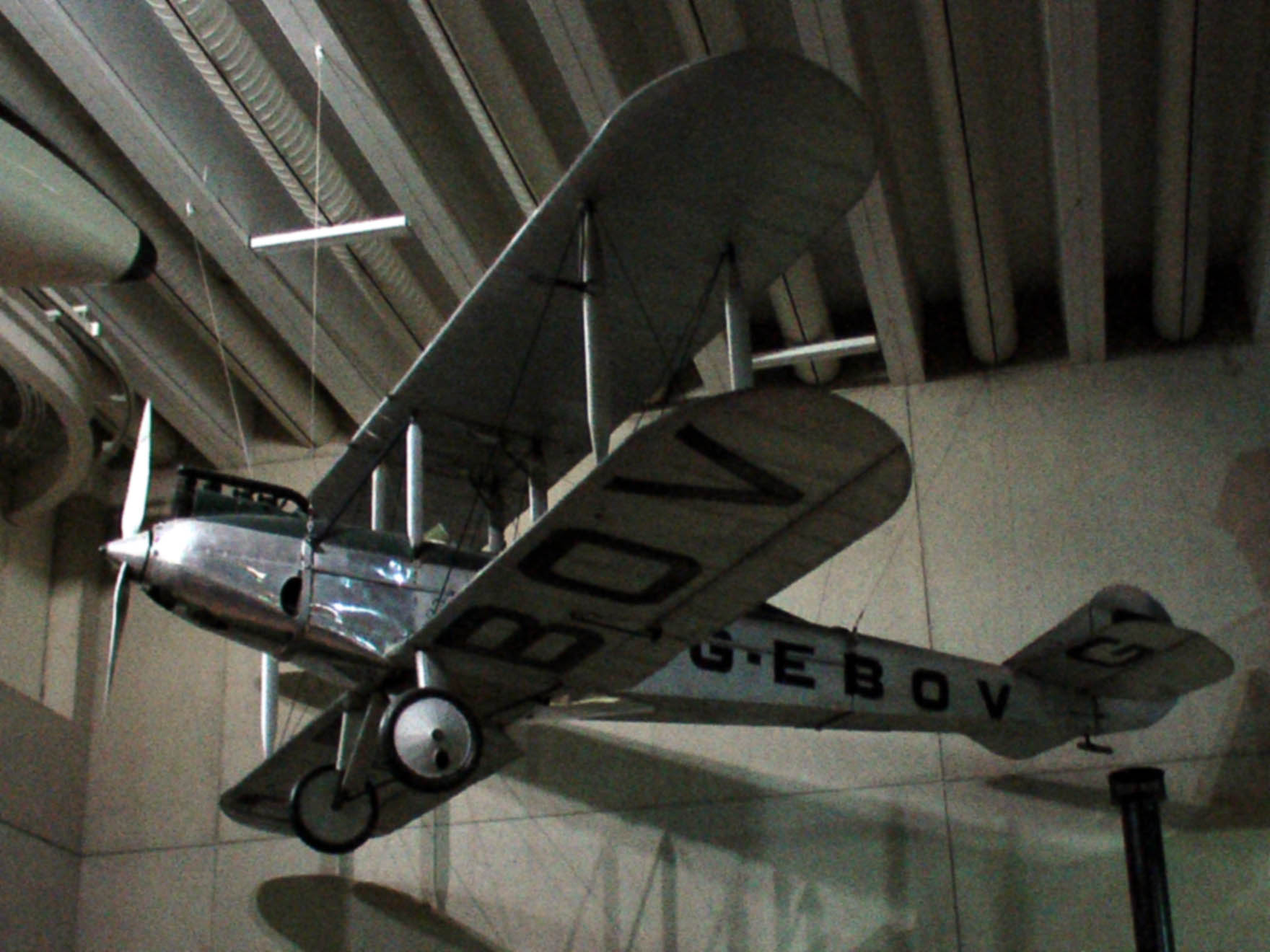
أفرو أفيان

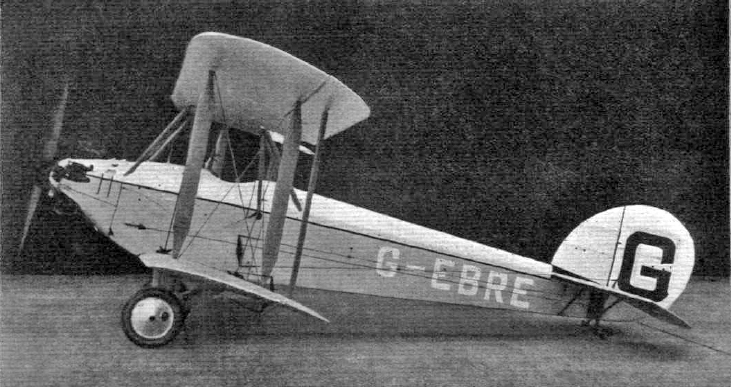
بلاكبيرن بلوبيرد 2

### جينيت 1
بلغت قدرته 65 حصاناً،  واستُخدم في الطائرات التالية:
- أفرو 618-10
- أفرو أفيان
- بلاكبيرن بلوبيرد  [لغات أخرى]‏ 1
- بي إف دبليو إم.23
- سيرفا سي 9 وسي 10
- درزيويكي جيه ددي-2  [لغات أخرى]‏
- فلييت فاون  [لغات أخرى]‏
- يونكرز ايه 50
- سارو كتي سارك  [لغات أخرى]‏
- ساوثرن مارليت  [لغات أخرى]‏
- ويستلاند-هيل بيتروداكتي  [لغات أخرى]‏

### جينيت 2

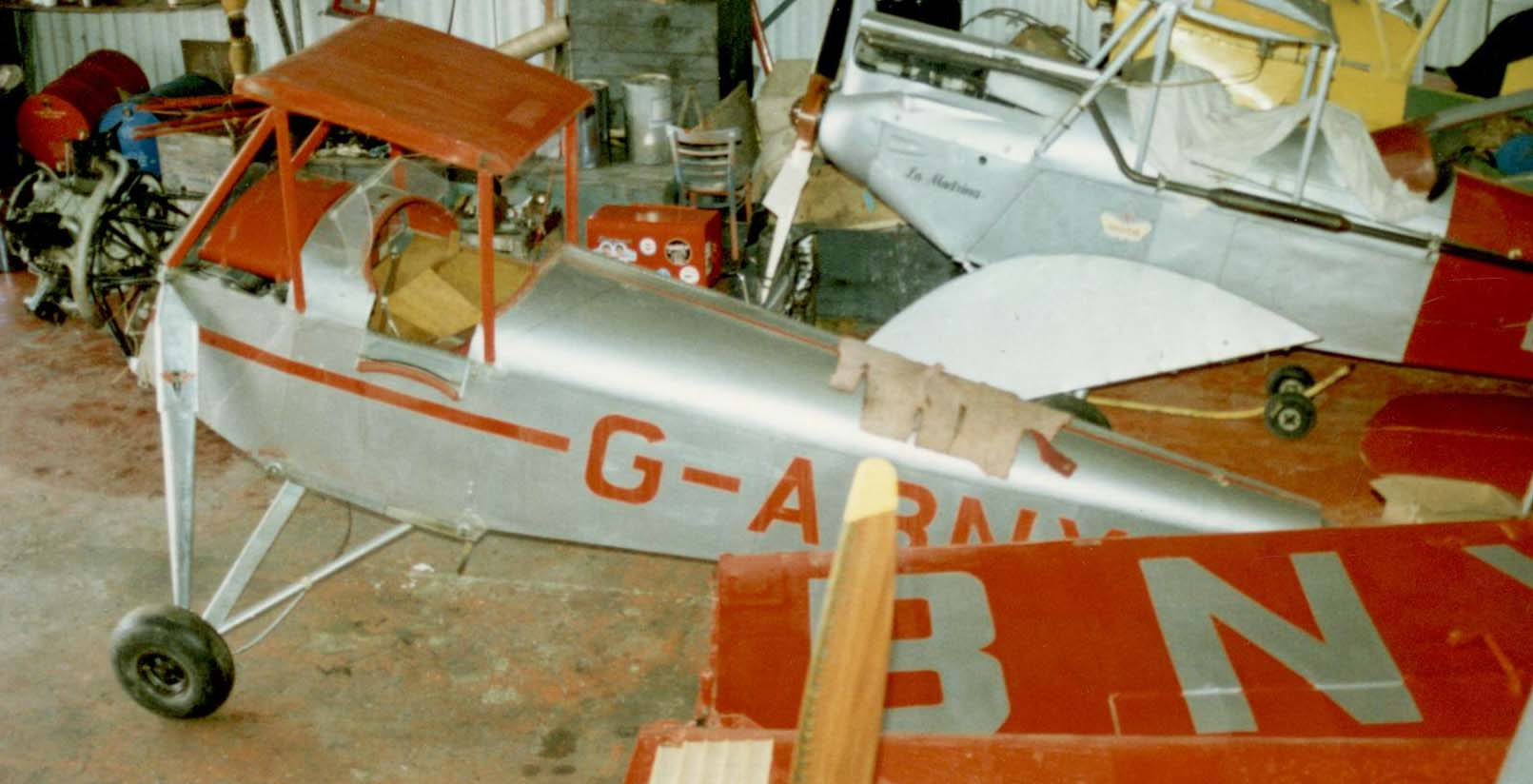
روبنسون ريدوينج

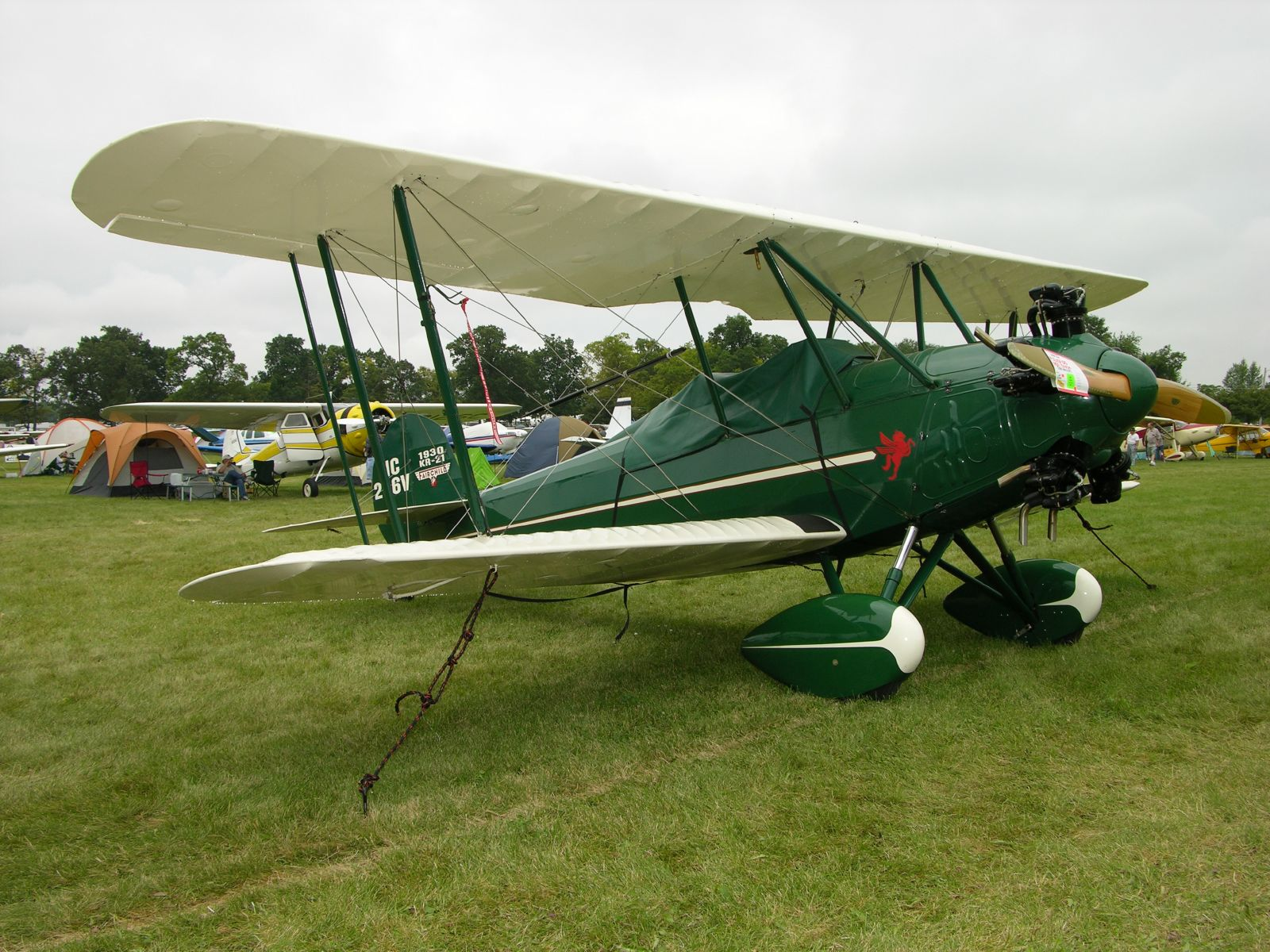
فيرتشيلد 21

بلغت قدرته 80 حصاناً نتيجة لزيادة نسبة الانضغاط إلى 1:5.25. استُخدم المحرك في كل من الطائرات التالية:
- أنك الرابعة  [لغات أخرى]‏
- أفرو أفيان
- بلاكبيرن بلوبرد 2
- سيرفا سي 19 أوتوجيرو
- دارمستادت دي-18  [لغات أخرى]‏
- دي هافيلاند دي إتش 60 موث
- فيرتشيلد 21
- كليم كيه إل 25  [لغات أخرى]‏
- نيكولاس-بيازلي إن بي-8 جي  [لغات أخرى]‏
- بارنال إمب  [لغات أخرى]‏
- روبنسون ريدوينج  [لغات أخرى]‏ 2
- ساوثرن مارليت  [لغات أخرى]‏
- ويستلاند ويدجيون  [لغات أخرى]‏

### جينيت 2 ايه
بلغت قدرته الناتجة 80 حصاناً واختلف اختلافات طفيفة عن الطراز الأول
- روبنسون ريدوينج 2

## المحركات المعروضه
يُعرض محركان أرمسترونج سيدلي جينيت محفوظين في متحف شاتلورث كولكشن ‏ في أولد واردن في بيدفوردشير.
يُعرض محرك جينيت محفوظ في متحف الطيران الوطني الأسترالي ‏ في مورابن في فيكتوريا، أستراليا.
يوجد محرك جينيت محفوظ في متحف إنجلترا الجوي الجديد ‏، في مطار برادلي الدولي في مدينة ويندسور لوكس في كونيتيكت في الولايات المتحدة.
يُعرض محرك جينيت في متحف تراث الطيران (أستراليا الغربية) ‏.

## المواصفات (جينيت 1)

### مواصفات عامة
- النوع:محرك طائرة شعاعي أحادي الصف مكون من 5 أسطوانات.
- قطر الأسطوانة: 101.6 مم.
- الشوط: 101.6 مم.
- سعة المحرك: 251.43 بوصة مكعبة (4.1 لتر).
- الطول: 34 بوصة (863.6 مم).
- القطر: 38.15 بوصة (970مم).
- الوزن: 168 باوند (76 كجم).

### المكونات
- الصمامات: صمامات قفازية علوية.
- نظام التبريد: تبريد بالهواء.
- ترس تخفيض: دوران مباشر لليسار.

### الأداء
- القدرة الناتجة: 65 حصان عند 1800 دورة/دقيقة.
- نسبة الانضغاط: 1:5.2
- نسبة القدرة إلى الوزن: 0.38 حصان/باوند.

## مزيد من القراءة
- Gunston, Bill (1986). World Encyclopedia of Aero Engines. Wellingborough: Patrick Stephens. p. 18. ISBN 0-7509-4479-X.
- Lumsden, Alec. British Piston Engines and their Aircraft. Marlborough, Wiltshire: Airlife Publishing, 2003. ISBN 1-85310-294-6.

## وصلات خارجية
- محرك أرمسترونج سيدلي جينيت في متحف الطيران الوطني الأسترالي.
- رحلة جوية لمحرك أرمسترونج سيدلي جينيت، بتاريخ 26 أغسطس 1926.